# Stift Obernkirchen

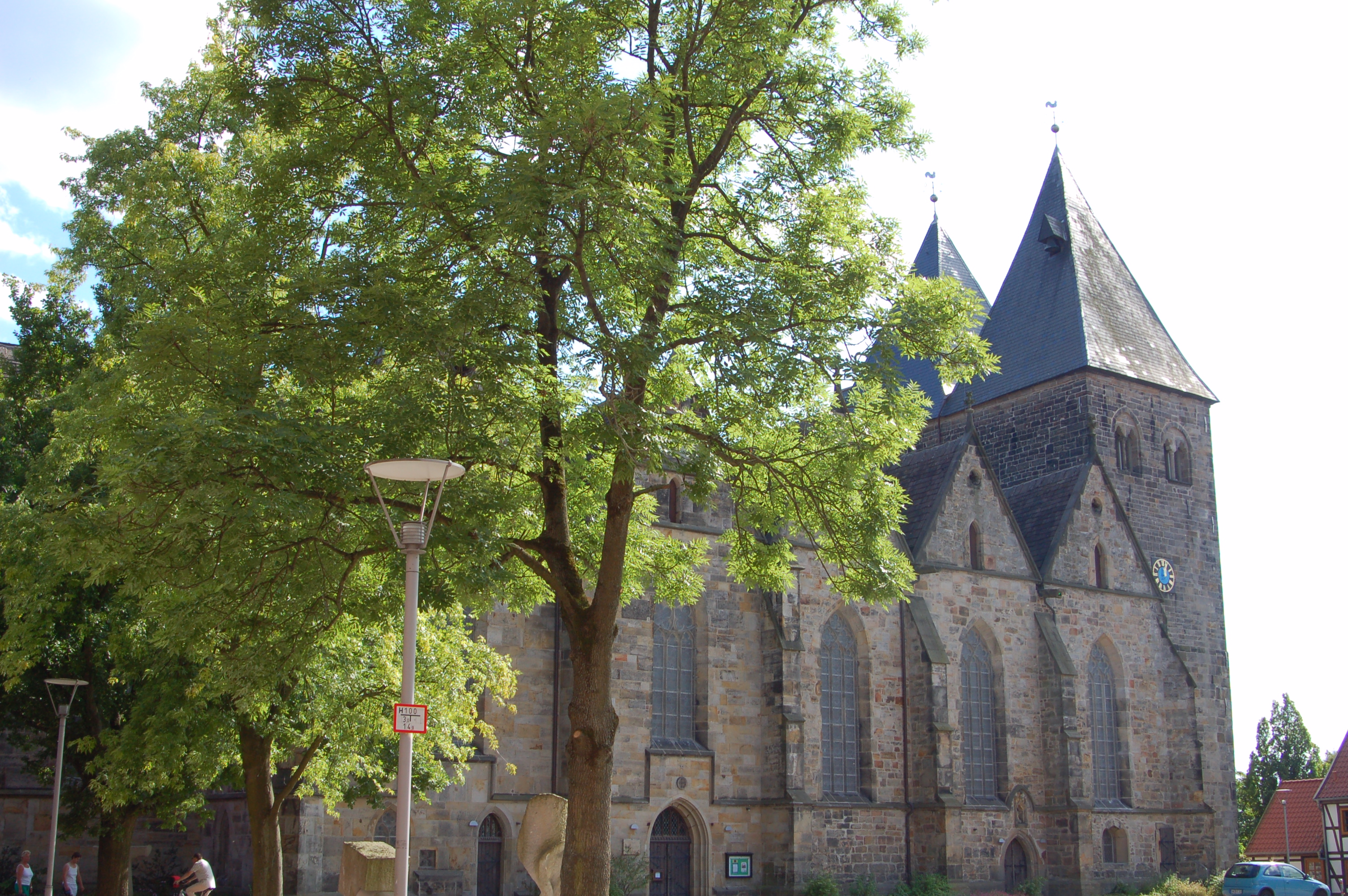
Stiftskirche St. Marien

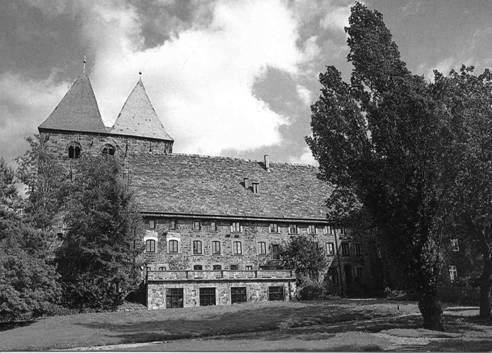
Ehemaliges Klausurgebäude

Stift Obernkirchen ist ein evangelisches Frauenstift in Obernkirchen. Das Stift ist heute eine Körperschaft des öffentlichen Rechts.

## Geschichte
Laut einer Mindener Chronik wurde das Kloster Obernkirchen von Ludwig dem Frommen (814–840) als älteste geistliche Niederlassung zwischen Weser und Leine gegründet. Im Jahre 936 sollen Ungarn das Kloster überfallen und niedergebrannt haben, was aber urkundlich nicht gesichert ist. Der erste urkundliche Beleg über das Kloster stammt aus dem Jahre 1167. Das Augustinerinnenstift wurde anstelle des älteren Klosters von Bischof Werner von Minden gegründet und erhielt die Ortsherrschaft über Obernkirchen.
1559 wurde durch ein Dekret von Graf Otto IV. in der Grafschaft Schaumburg die Reformation eingeführt. Der Reformation widersetzten sich die Nonnen des Klosters Obernkirchen. Sie mussten sich jedoch der gräflichen Gewalt unterwerfen. Das Kloster wurde 1560 seiner Herrschaftsrechte beraubt, aber nicht aufgehoben. Es wurde 1565 in ein adliges evangelisches Damenstift umgewandelt, das vor allem für Töchter des Schaumburger Adels bestimmt war. Nach der Teilung der Grafschaft Schaumburg kamen das Stift und der Ort 1647 an die Landgrafen von Hessen-Kassel. 1810 wurde das Stift aufgelöst, aber schon 1814 wiederbegründet und der Klosterkammer Hannover zugeordnet.
1962 übernahm an Stelle des Stiftsamtmanns die Äbtissin als satzungsgemäßes Oberhaupt neben der geistlichen Leitung auch die rechtliche Vertretung des Stiftes. Stiftsdamen mussten nicht mehr adlig sein.
Im Westflügel des Stifts ist seit 1994 ein Tagungszentrum der Geistlichen Gemeinde-Erneuerung in der ev. Kirche e. V. untergebracht. Seit 2010 beherbergt das Stift einen „Frauenort“ zur Erinnerung an Agnes von Dincklage, eine bedeutende Schulleiterin der Frauenschule des Reifensteiner Verbandes, die von 1901 bis 1970 im Stift ansässig war.
Siehe auch: Stiftskirche St. Marien (Obernkirchen)